# Môlay
Môlay é uma comuna francesa na região administrativa de Borgonha-Franco-Condado, no departamento de Yonne. Estende-se por uma área de 11,7 km². Em 2010 a comuna tinha 94 habitantes (densidade: 8 hab./km²).